# Lista de animais pré-históricos
Esta é uma lista de animais pré-históricos, que se extinguiram antes do aparecimento do Homem moderno. Estão também incluídos animais contemporâneos ao homem primitivo. Para os animais que se extinguiram em tempos mais recentes, veja lista de animais extintos.

## Antecessores dos animais

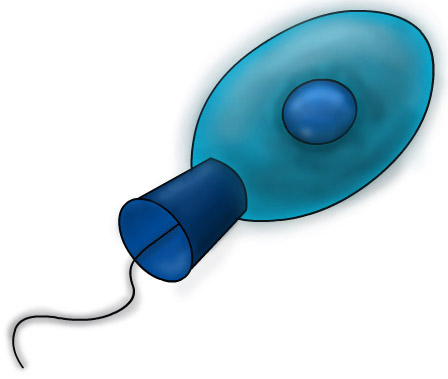
Choanozoários: os antecessores do Reino Animal

- - Urmetazoan - o primeiro animal da face da Terra. Evoluiu a partir dos Choanozoários.
  - Urbilaterian - o primeiro animal de simetria bilateral da face da Terra.
  - Filo Choanozoa - Elos-perdidos entre os Protistas unicelulares e os animais, assim como também os fungos (por parte da família Nucleariidae que por vezes é tida até como um grupo separado dos Choanozoários). Grupo em que se encontra todo o Reino Metazoa. Em algumas classificações, os Choanozoários são tidos como dentros do Reino Animal, sendo por isso tidos por vezes como os únicos animais unicelulares.
    - Classe Choanoflagellatea- Grupo irmão do Reino Metazoa. Grupo em que também se encontram todo o Reino Metazoa
      - Gênero Proterospongia - Como um formador de colônias de coanoflagelados, Proterospongia é do interesse dos cientistas no estudo dos mecanismos de comunicação e adesão celular como ancestral dos animais.[1][2] Os coanócitos dos Poríferos parecem-se com os Choanoflagelados. Os Poríferos são muito próximos a uma colônia celular de coanoflagelados, (o que mostra o provável salto evolutivo de unicelulares para pluricelulares) pois cada célula alimenta-se por si própria.
      - Reino Metazoa - O Reino Animal

### Observação
- Tanto animais, fungos, choanozoários e nucleariids pertencem ao grupo Opisthokonta, um grupo monofilético.

## Invertebrados

### Lista de Filos Fósseis
- Filo Archaeocyatha - Às vezes tido como pertencentes ao Filo Porifera, atualmente são classificados como um filo à parte.
- Filo Conulariida- Ordem de cnidários schyphozoários às vezes tido como um filo à parte. Também são conhecidos como Conulata.
- Filo Conodonta - Classe de peixes agnatha primitivos, às vezes são tidos como nem sendo cordados, pela possibilidade de serem quetognatos. Às vezes são tidos como um filo à parte.
- Filo Chancelloriidae - Diferentes formas com escleritos
- Filo Vendozoa - Sinônimo de fauna ediacarana. Possivelmente nem animais sejam. Para alguns biólogos, O Filo Vendozoa não pertence mais ao Reino Animal, e sim a um reino à parte: o Reino Reino Vendobionta, que também incluiria o filo Petalonamae, onde se encontra a ordem Rangeomorpha.
- Filo Lobopodia - Filo de possíveis artrópodes ou animais relacionados com esse filo. Inclui os famosos Anomalocaris e Opabínia. Também inclui todos os Onychophora e os Tardigrada.
- Filo Vetulicolia - Talvez podem estar relacionados com o surgimento dos primeiros peixes vertebrados agnatha.
- Filo Hyolitha - Filo dos antepassados dos moluscos. Possivelmente podem ser uma classe de moluscos.
- Filo Trilobozoa - Um filo Eumetazoa Incertae Sedis
- Filo Proarticulata - Pertencentes ao grupo Bilateria.
- Filo Petalonamae - Proposto filo do Reino Vendobionta para englobar a ordem Rangeomorpha

#### Observação
O Termo "fauna ediacarana" pode também incluir os filos Petalonamae, Trilobozoa
e  Proarticulata.

### Sub-Reino Animalia Incertae sedis

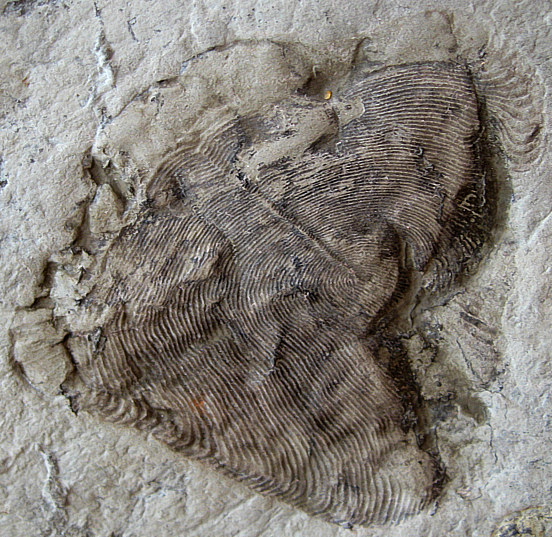
Andiva ivantsovi, um Proarticulata Cephalozoário

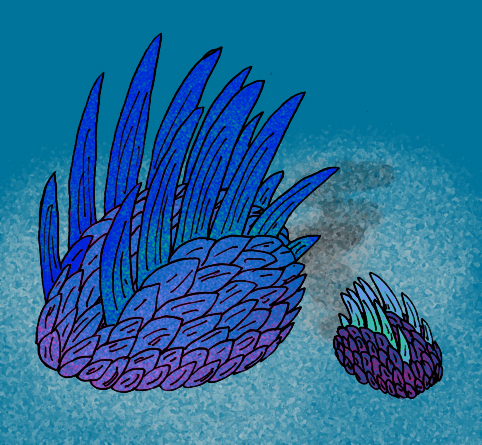
Wiwaxia

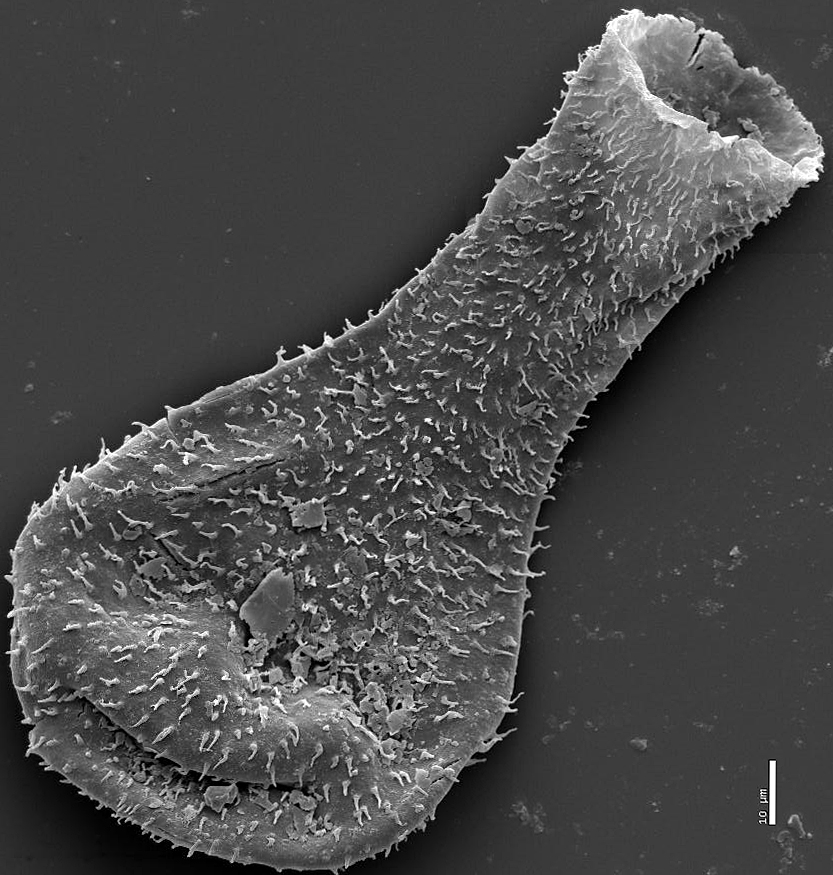
Chitinozoa.

Sub-reino em que se encontram todos os animais sem classificação definida.
- Amiskwia - Possivelmente um quetognato
- Anabarites - Possivelmente um Trilobozoa
- Arkarua - Possivelmente um equinodermo
- Aspidella - Não se sabe se são cnidários da Classe Scyphozoa, colônias de microorganismos ou até mesmo fungos.
- Classe Chitinozoa
- Cornulitid
- Dinomischus - Representante com Bioluminescência, que pareciam como "lampadinhas do mar", que piscavam e iluminavam [carece de fontes?]
- Eoandromeda - Não se sabe se são equinodermos, ctenóforos, vendozoários ou até mesmo colônias de Protozoários Foraminíferos do Reino Protista
- Hederellid - Possivelmente pertencentes ao filo Phoronida
- Janoaspira - Não se sabe se são moluscos ou protozoários foraminíferos)
- Mawsonites - Não se sabe se são cnidários ou colônias de microorganismos
- Nectocaris - Curiosa mistura de artrópode com vertebrado
- Odontogriphus - Um Lophotrochozoa Incertae Sedis, provavelmente um molusco
- Ovastocutum - Não se sabe se são cnidários ou Proarticulata
- Parvancorina - Provavelmente um artrópode
- Spriggina - Provavelmente um artrópode aparentado com os trilobitas
- Tamga - Provavelmente um Proarticulata
- Tommotia - Provavelmente um stem-braquiópode
- Tullimonstrum gregarium
- Tumulduria
- Vaveliksia - Possivelmente um porífero
- Volborthella
- Yuyuanozoon - Um Vetulicolia que possivelmente possa ser um protochordado com parentesco com os primeiros peixes Agnatha.
- Bradgatia - Bentônicos,parecem até mesmo mais com pés-de-alface do que com animais

### Explosão Cambriana
A Explosão cambriana ou câmbrica foi um evento na história da vida, registrado por fósseis depositados em extratos de cerca de 550 milhões de anos, durante o período Cambriano, quando subitamente houve uma explosão na biodiversidade do planeta. A maioria destes animais não deixaram descendentes, tendo muitos deles formas bastante diversas das encontradas nos animais modernos.

### Folhelho Burgess
O Folhelho Burgess é um sítio, uma fonte de fósseis da Colúmbia Britânica, no Canadá que contém grande número de fósseis do período Cambriano médio extraordinariamente preservados, incluindo vários tipos de corpo mole (invertebrados), entre estes animais os quais evoluíram os cordados, como o Pikaia, advindo daí sua extrema importância na paleontologia.

### Fauna ediacarana
Em Paleontologia, chama-se Biota Ediacarana a um grupo de fósseis encontrados nas Colinas Ediacara, no sul da Austrália, e em outros lugares, que parecem representar os primeiros organismos multicelulares, inclusive verdadeiros animais. Esses fósseis datam de cerca de 565 a 543 milhões de anos atrás, durante o período Ediacarano da era Neoproterozóica do éon Proterozóico, na escala de tempo geológico, precedendo em cerca de 20 milhões de anos a Explosão Cambriana que deu origem à diversificação das formas multicelulares.

### Artrópodes

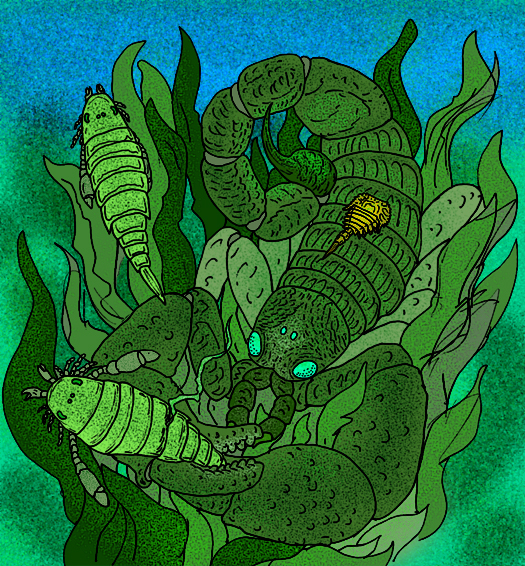
Brontoscorpio.

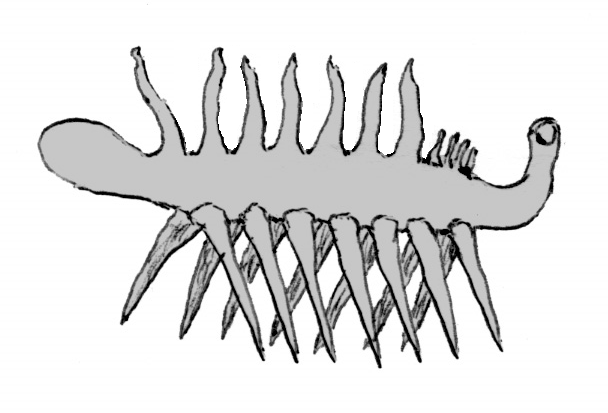
Hallucigenia, um invertebrado do Folhelho Burgess.

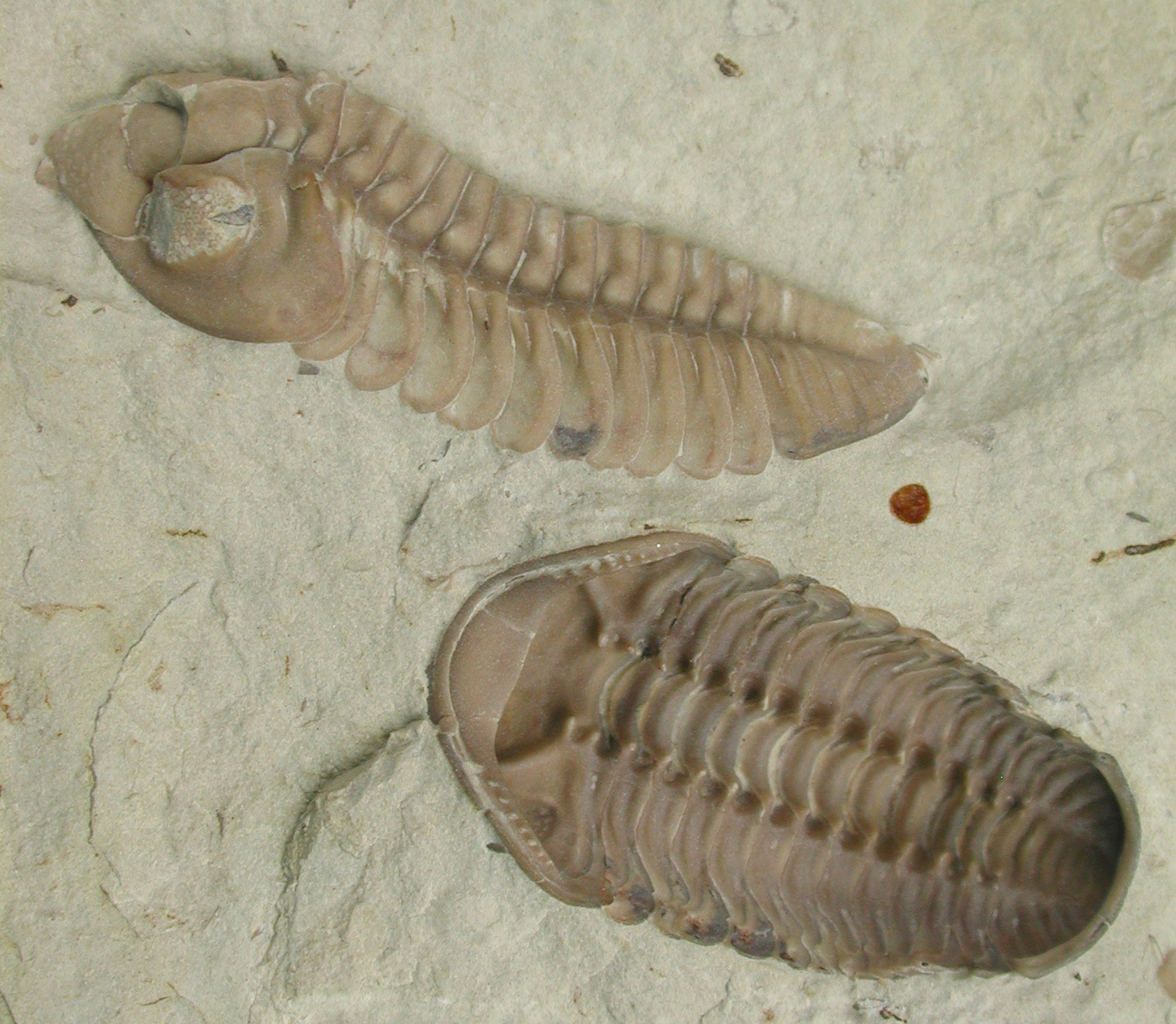
Trilobites

A maioria dos artrópodes são atuais como insetos, aracnídeos, quilópodes, etc. Mas, existem também aqueles pré-históricos como trilobites, límulos, euriptéridos e até alguns insetos como a Meganeura. Todos os artrópodes podem ser focilizados, principalmente pré-históricos.

#### Límulos
Fósseis-vivos, os límulos existem até os dias de hoje.

### Platelmintos
Sem informação para platelmintos pré-históricos.

### Cnidários

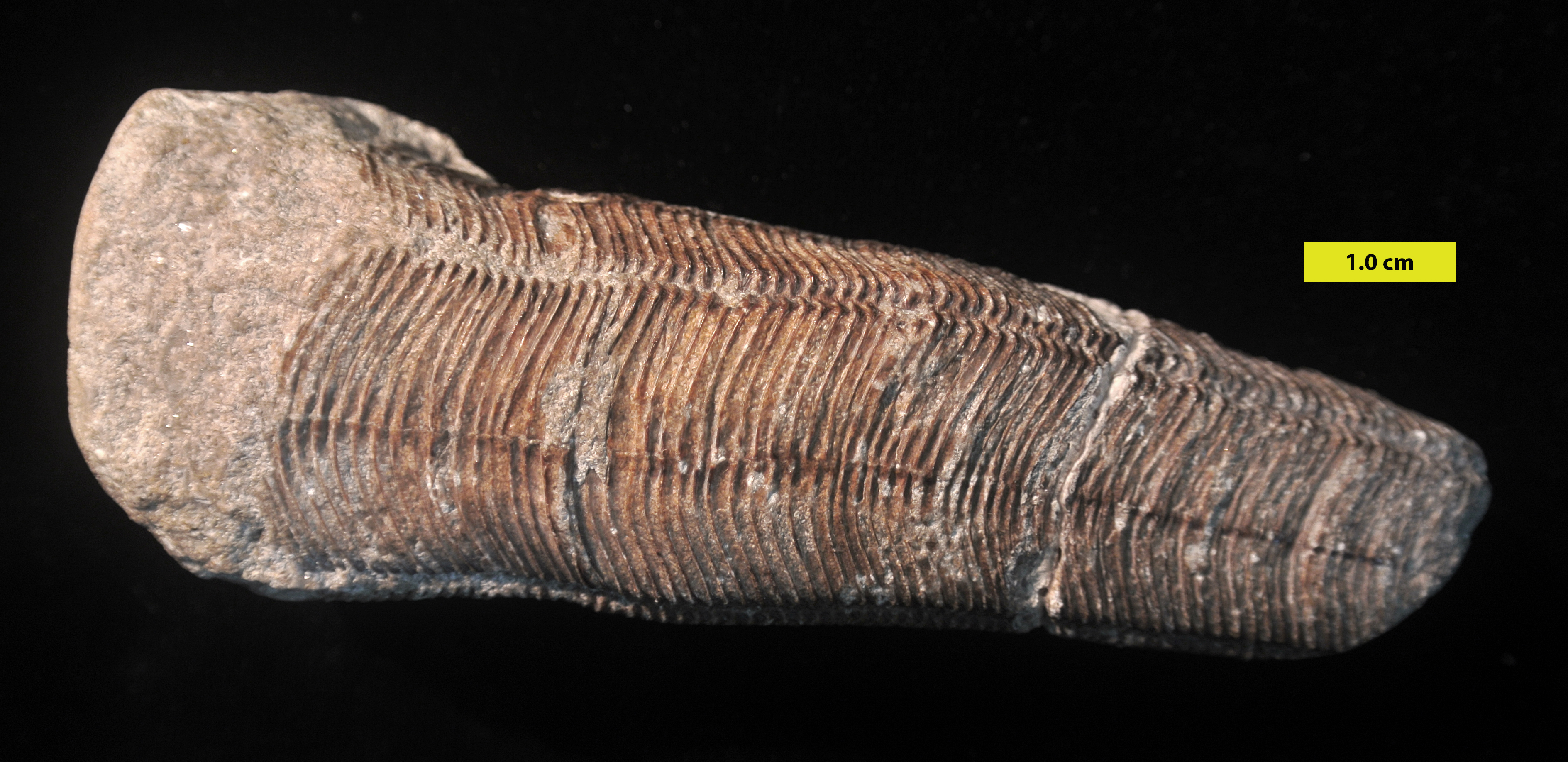
Conulata, um grupo de cnidários pré-históricos

### Moluscos

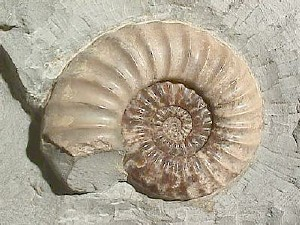
Asteroceras, um ammonite do Período Jurássico da Inglaterra

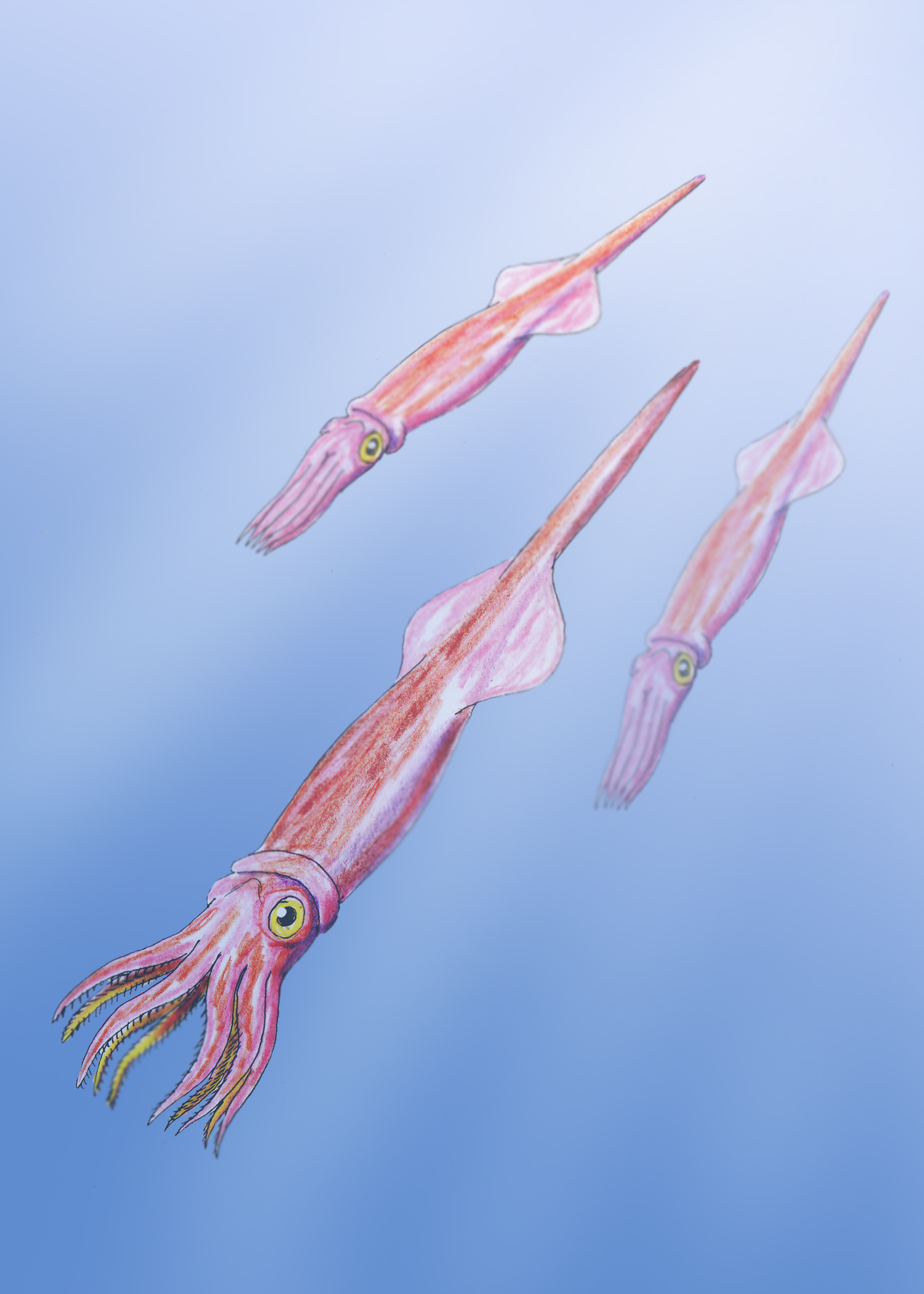
Belemnites

## Fósseis de transição entre invertebrados e peixes

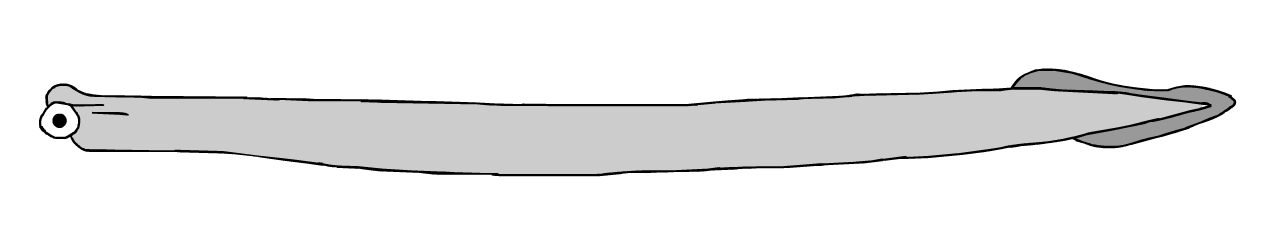
Conodonte

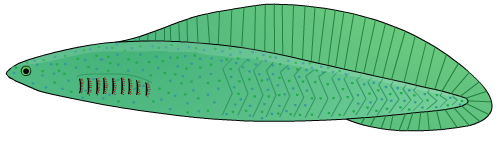
Haikouichthys.

Os primeiros peixes eram peixes Agnatha (Sem mandíbulas) que evoluíram a partir de invertebrados protochordados cephalocordados, como o anfioxo. Os peixes foram os primeiros vertebrados da face da Terra, apesar de o próprio nome "peixe" não possuir atualmente mais nenhum significado taxonômico, sendo um grupo taxonômico obsoleto. Não há consenso entre os cientistas sobre qual seria o primeiro peixe e vertebrado da face da Terra, visto há várias considerações diferentes. Além dos protochordados, os peixes podem ter parentesco e descendência direta também entre os quetognatos e os vetulicolia.
- Pikaia - O ancestral de todos os peixes e vertebrados, é tido por vezes como o primeiro peixe. Atualmente, porém, é tido como um cephalocordado.
- Metaspriggina
- Conodonta - Classe de peixes pré-históricos que podem ter parentesco com os quetognatos.
- Haikouichthys - Um cordado e craniata basal da família Myokunmingiidae. No documentário Walking with monsters é tido como o primeiro peixe.
- Ostracodermos - Também são por vezes como os primeiros peixes.
- Arandaspi
- Myllokunmingia - Um cordado da família Myllokunmingiidae
- Zhongjianichthys
- Haikouella - Um cordado
- Yunnanozoon - Um hemichordado
- Yuyuanozoon - Um vetulicolia que pode ter parentesco com os primeiros peixes.

## Vertebrados

### Peixes

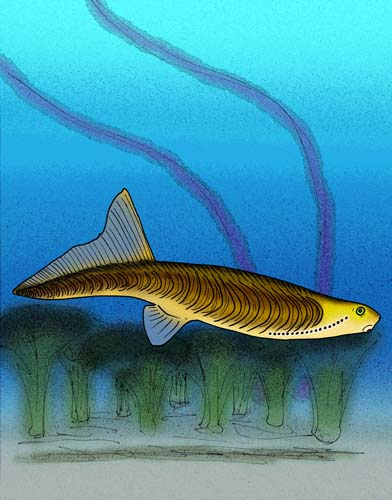
Jamoytius kerwoodi

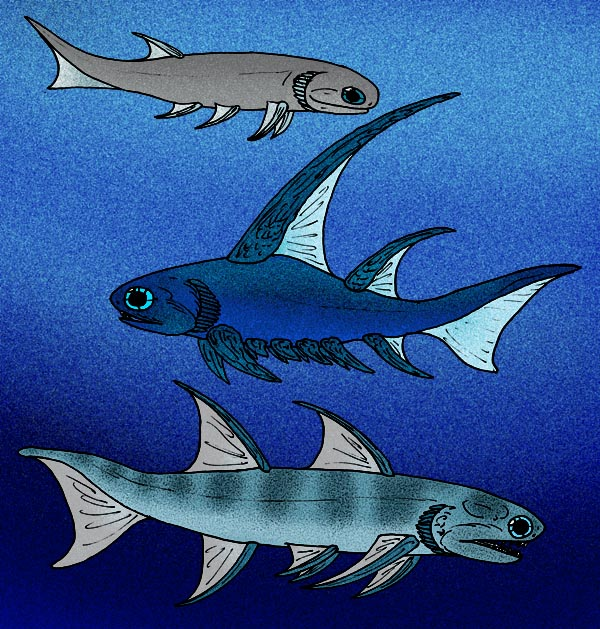
Mesacanthus, Parexus, e Ischnacanthus, peixes Acanthodi do Devoniano Inferior da Grã-Bretanha.

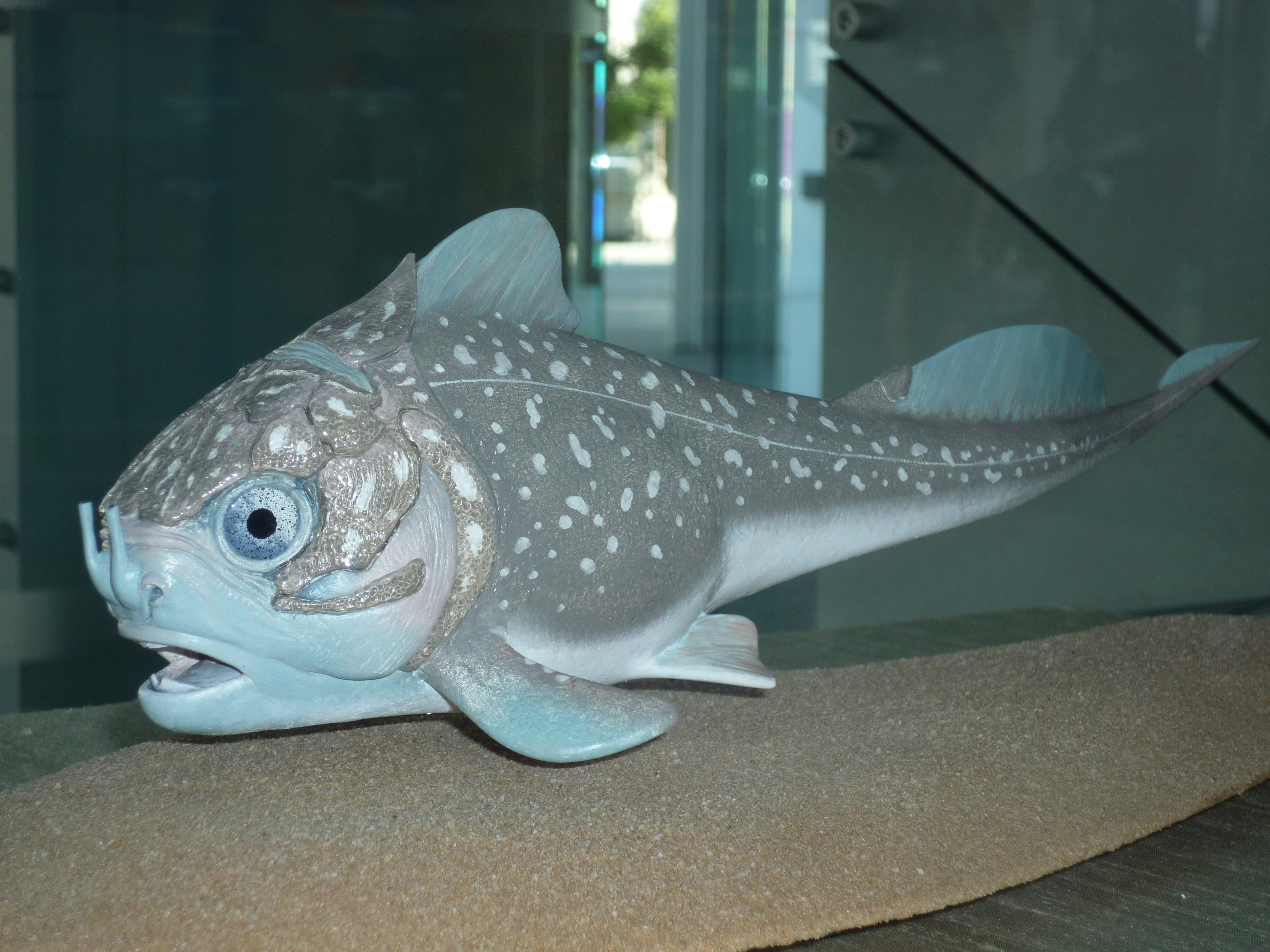
Modelo de um Materpiscis, um placodermo, no Museum Victoria, Australia

Os peixes foram os primeiros vertebrados da face da terra. Os primeiros peixes eram peixes Agnatha (sem mandíbulas) e poderiam ter evoluído dos protocordados, quetognatos ou vetulicolia. Antigamente, a superclasse Osteichthyes era usada para designar os peixes ósseos. Atualmente, engloba todos os tetrápodes, visto que toda a super-classe tetrápoda está na classe Sarcopterygii, na sub-classe Tetrapodomorpha, os antecessores dos anfíbios e de todos os tetrápodes.
Lista de grupos de peixes pré-históricos
- Classe Anaspida
- Classe Conodonta - Possível parentesco com os quetognatos. Às vezes tido como um filo à parte pela possibilidade de serem quetognatos e não cordados peixes Agnatha.
  - Ordem Protoconodonta
  - Ordem Paraconodonta
  - Ordem Euconodonta
- Ostracodermos - Tidos como os primeiros peixes. Às vezes são tidos como gnatostomados
  - Ordem Anaspida - Classe às vezes tida como ordem de ostracodermos
  - Ordem Coelopidida - Classe também conhecida por Thelodonti, às vezes tida como ordem de ostracodermos
  - Ordem Heterostraci - Classe às vezes tida como ordem de ostracodermos, às vezes como ordem de pteraspidomorphos
  - Ordem Osteostraci - Classe de cephalaspidomorphos às vezes tida como ordem de ostracodermos
  - Ordem Thelodontida - Grupo de Thelodonti às vezes tido como ordem de ostracodermos
- Galeaspida - Grupo à parte de vertebrados Agnatha, às vezes tido como classe, às vezes como ordem
- Cephalaspidomorphi - Seu único representante vivo atualmente é a lampreia. Atualmente são tidos como Craniata não vertebrata à parte, assim como as mixinas.
  - Osteostraci
  - Anaspida - Classe às vezes tida como ordem de Cephalaspidomorpho ou ostracodermo
- Pituriaspida - Às vezes tida como classe à parte de vertebrados Agnatha, às vezes como ordem, e às vezes, como um cephalaspidomorpha
- Pteraspidomorphi
- Thelodonti
- Acanthodii
  - Lista de peixes acanthodii
- Placodermos
- Onychodontida
- Tetrapodomorpha - Os antecessores dos anfíbios e de todos os tetrápodes

#### Peixes ósseos
- Lista de Osteichtyes Pré-Históricos

#### Peixes Cartiliginosos
Peixes de esqueleto composto apenas por cartilagem pertencente à Classe Chondrichthyes.
- Lista de peixes cartiliginosos pré-históricos

### Tetrapodomorpha
Grupo de peixes Sarcopterígios antecessores dos anfíbios e de todos os tetrápodes. Grupo em que se encontram todos os tetrápodes. O peixe Ventastega, que possuía membros no lugar de nadadeiras, foi a forma de trancissão do peixe Titaalik para o Acanthostega, sendo o antecessor de todos os tetrápodes. Em algumas classificações, o Acanthostega aparece como anfíbio, em outras, como tetrápode basal.

#### Galeria da evolução dos Tetrapodomorpha para Tetrápodes
- Panderichthys, suited to muddy shallows;
- Tiktaalik with limb-like fins that could take it onto land;
- Early tetrapods in weed-filled swamps, such as:  - Acanthostega which had feet with eight digits,
  
  - Ichthyostega with limbs.

### Tetrápodes basais
- Família Elginerpetontidae
- Família Acanthostegidae
- Família Ichthyostegidae
- Hynerpeton
- Família Whatcheeriidae
- Família Crassigyrinidae
- Família Loxommatidae
- Família Colosteidae
- Westlothiana (Um Reptiliomorpho)

### Anfíbios

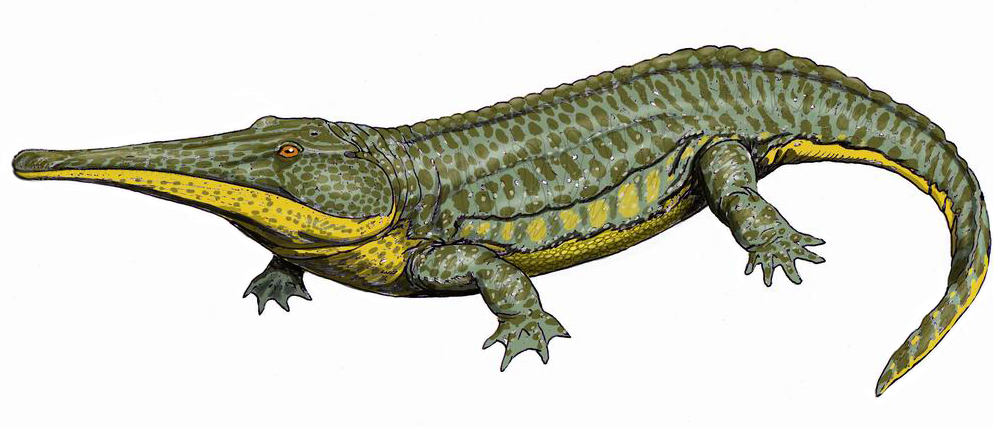
Platyoposaurus

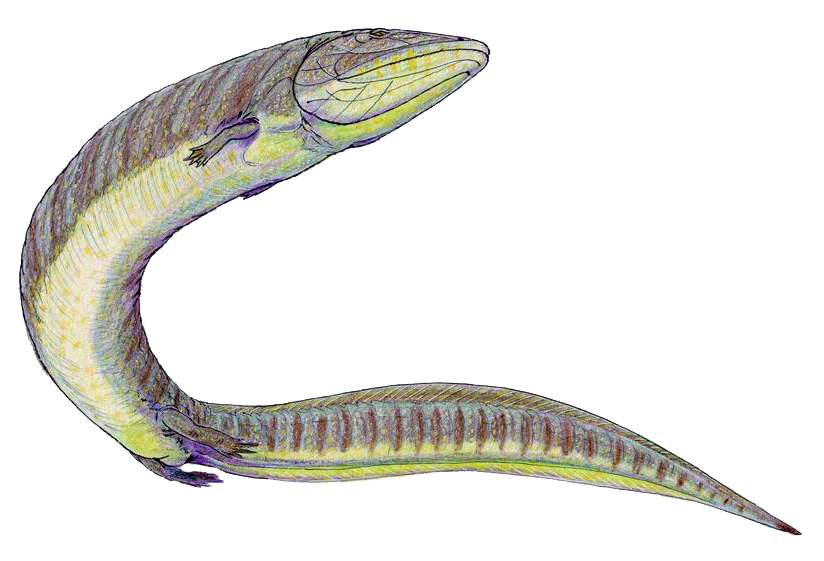
Pteroplax, um Anthracossauro.

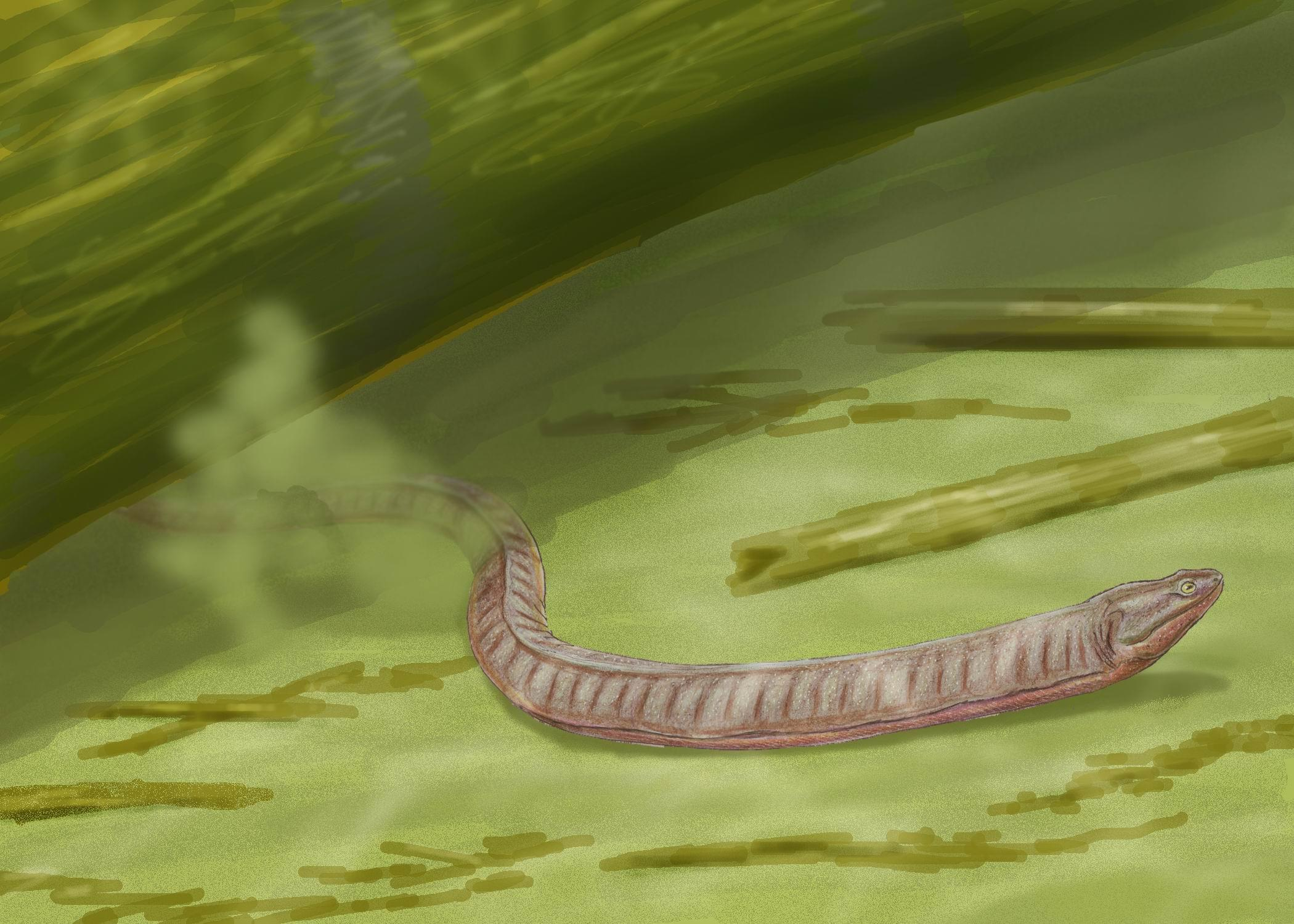
Adelospondylus

- Sub-classe Labyrinthodontia - Engloba também os Tetrápodes Basais e os Reptiliomorphos.
  - Ordem Ichthyostegalia
    - Família Acanthostegidae
    - Família Elpistostegidae
    - Família Ichthyostegidae
    - Família Whatcheeriidae

  - Ordem Temnospondyli
    - Sub-Ordem Euskelia
    - Sub-Ordem Dvinosauria
    - Sub-Ordem Limnarchia
    - Sub-Ordem Plagiosauria
    - Sub-Ordem Rhachitomi
    - Sib-Ordem Stereospondyli

  - Grupo Batrachomorpha - Ancestrais dos atuais anfíbios. Todos os anfíbios existentes atualmente pertencem à Sub-Classe Lissamphibia
  - Super-Ordem Reptiliomorpha
- Sub-Classe Lepospondyli
  - Ordem Adelospondyli
  - Ordem Aïstopoda
  - Ordem Nectridea
  - Ordem Lysorophia
  - Ordem Microsauria
  - Família Acherontiscidae
- Gênero Gerobatrachus - O elo-perdido entre os Temnospondyli e os Lissamphibia

### Reptiliomorfos

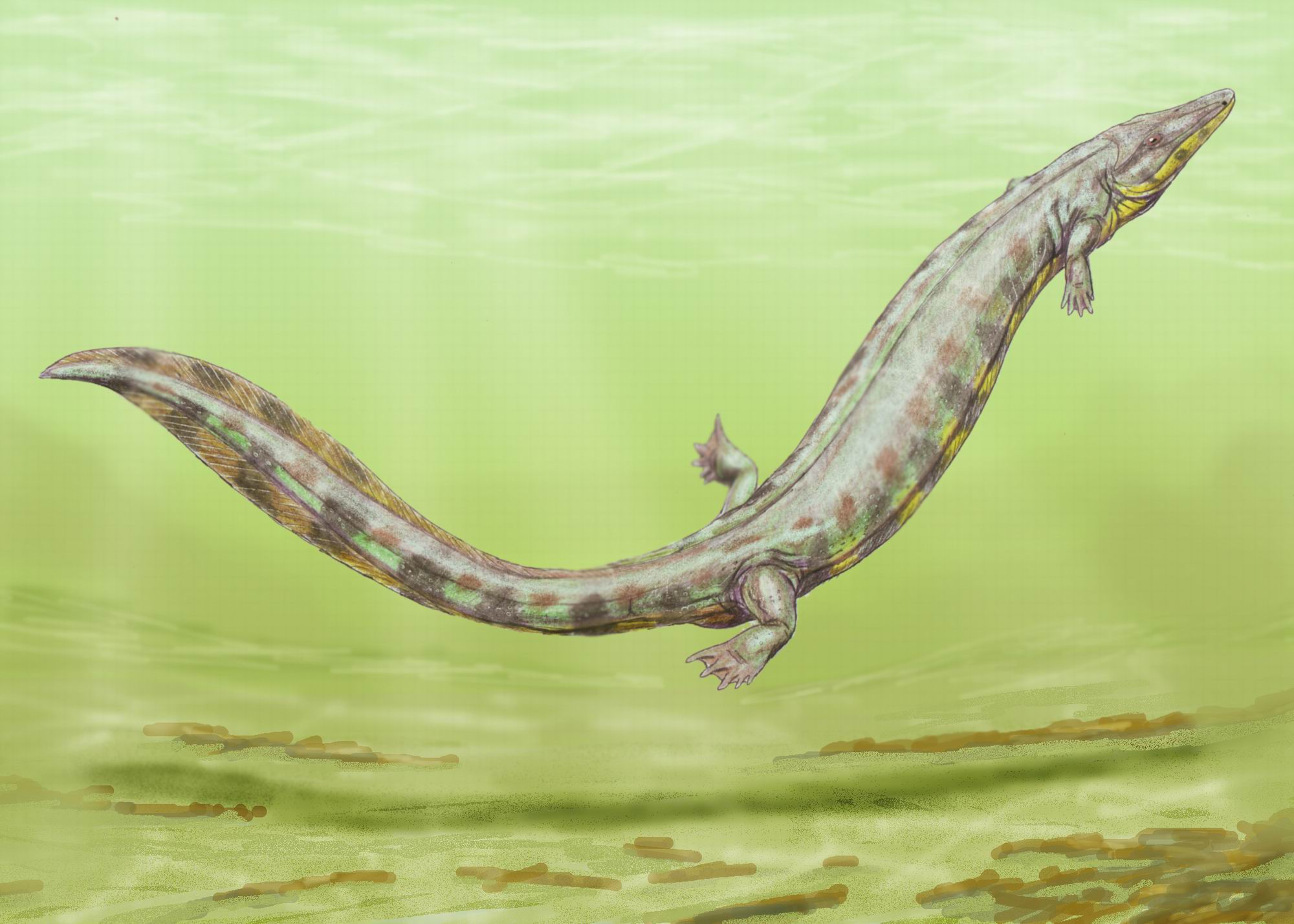
Archeria crassidiscus.

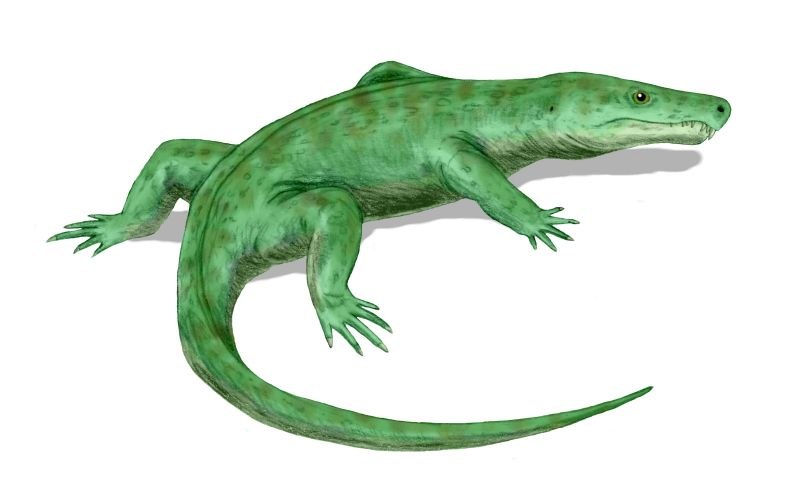
Limnoscelis.

Labirintodontes que se pareciam com répteis, esse grupo engloba todos os amniota: os répteis, que englobam atualmente todas as aves dentro (devido ao fato dos dinossauros serem os precursores das aves), e os sinapsídeos, ex-sub-classe de répteis que englobam todos os mamíferos.
OBS:Os "anfíbios" reptiliomorfos não são mais "anfíbios" verdadeiros, visto que são mais relacionados com os répteis do que com os anfíbios em si, visto que são uma transição dos anfíbios labirintodontes para os répteis anapsidas.O grupo de reptiliomorfos engloba todos os Amniota.

### Amniotas basais
- Casineria

### Répteis

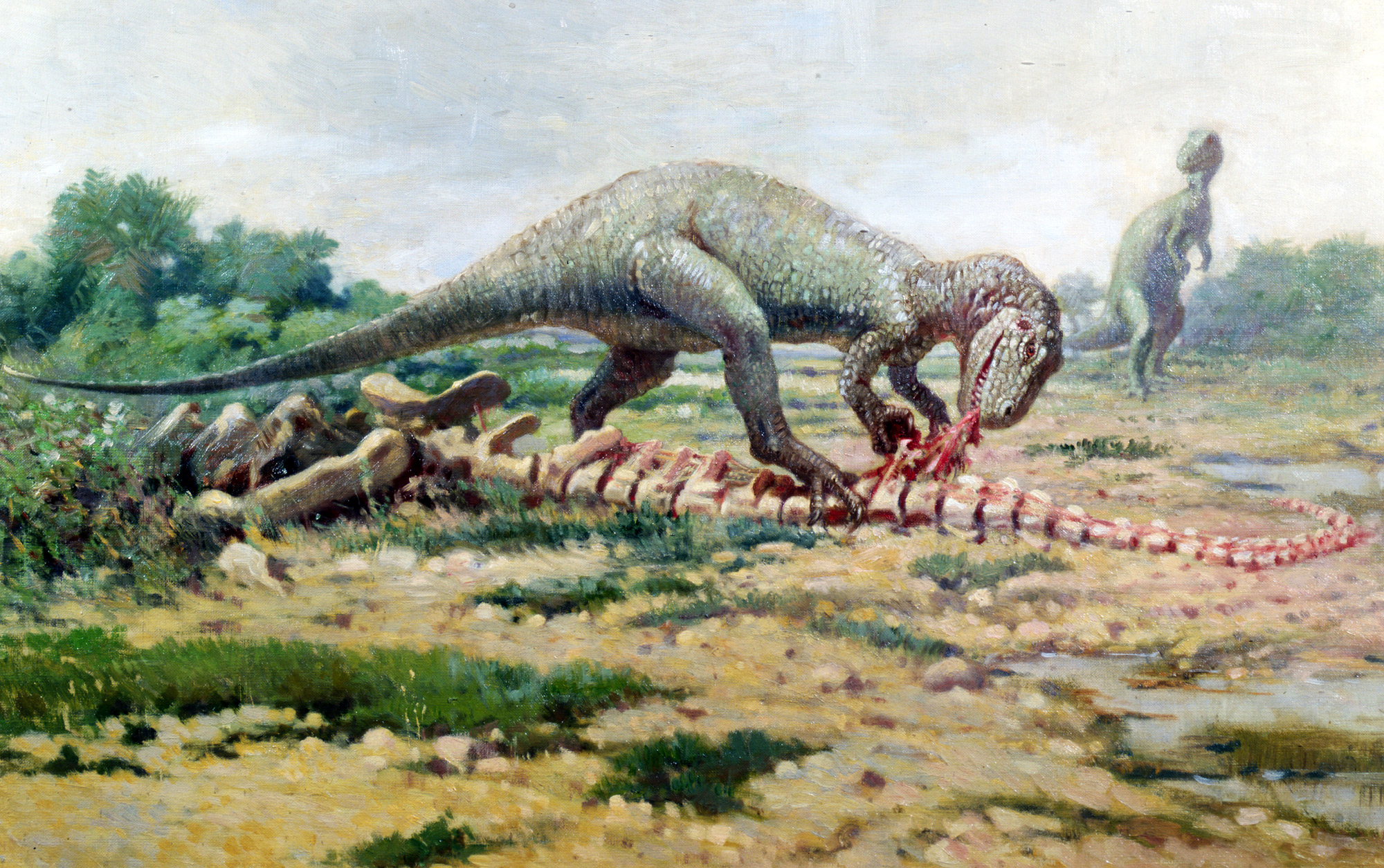
Um alossauro comendo os restos de um sarópode.

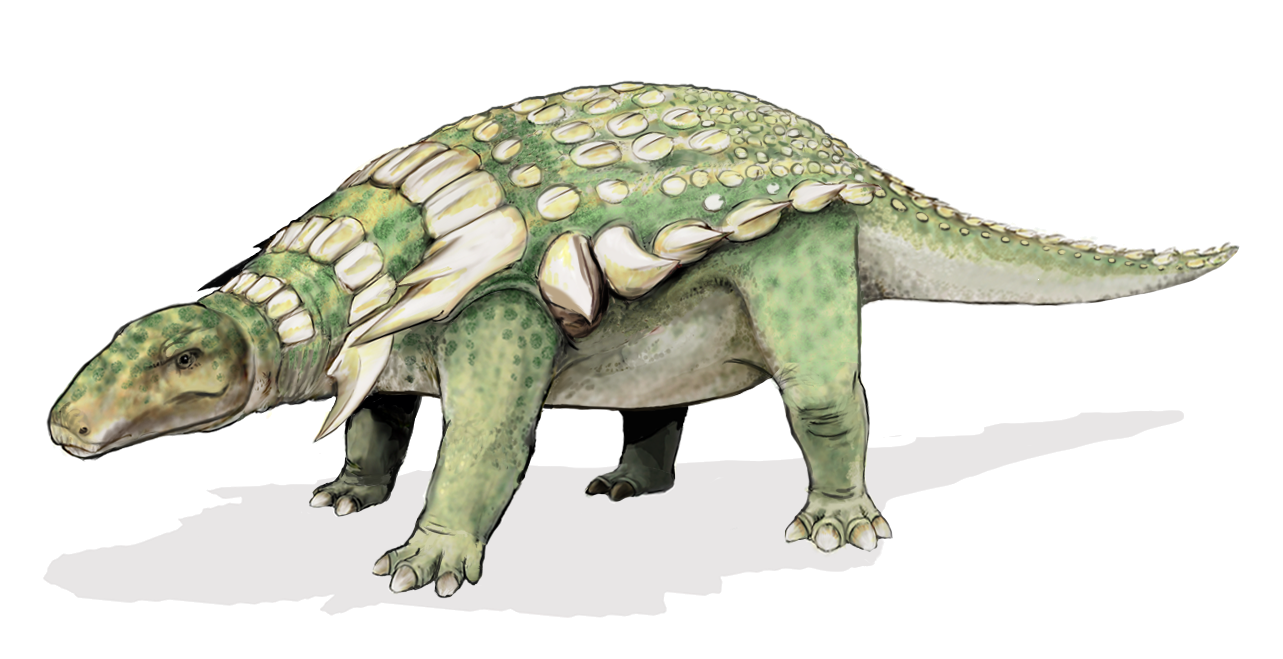
Edmontonia, um famoso anquilossauro.

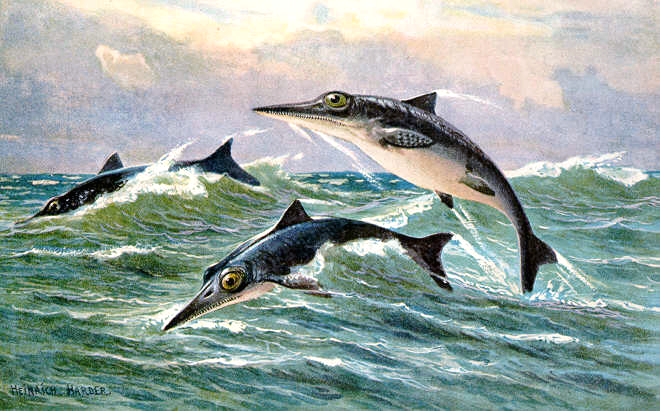
Ictiossauros

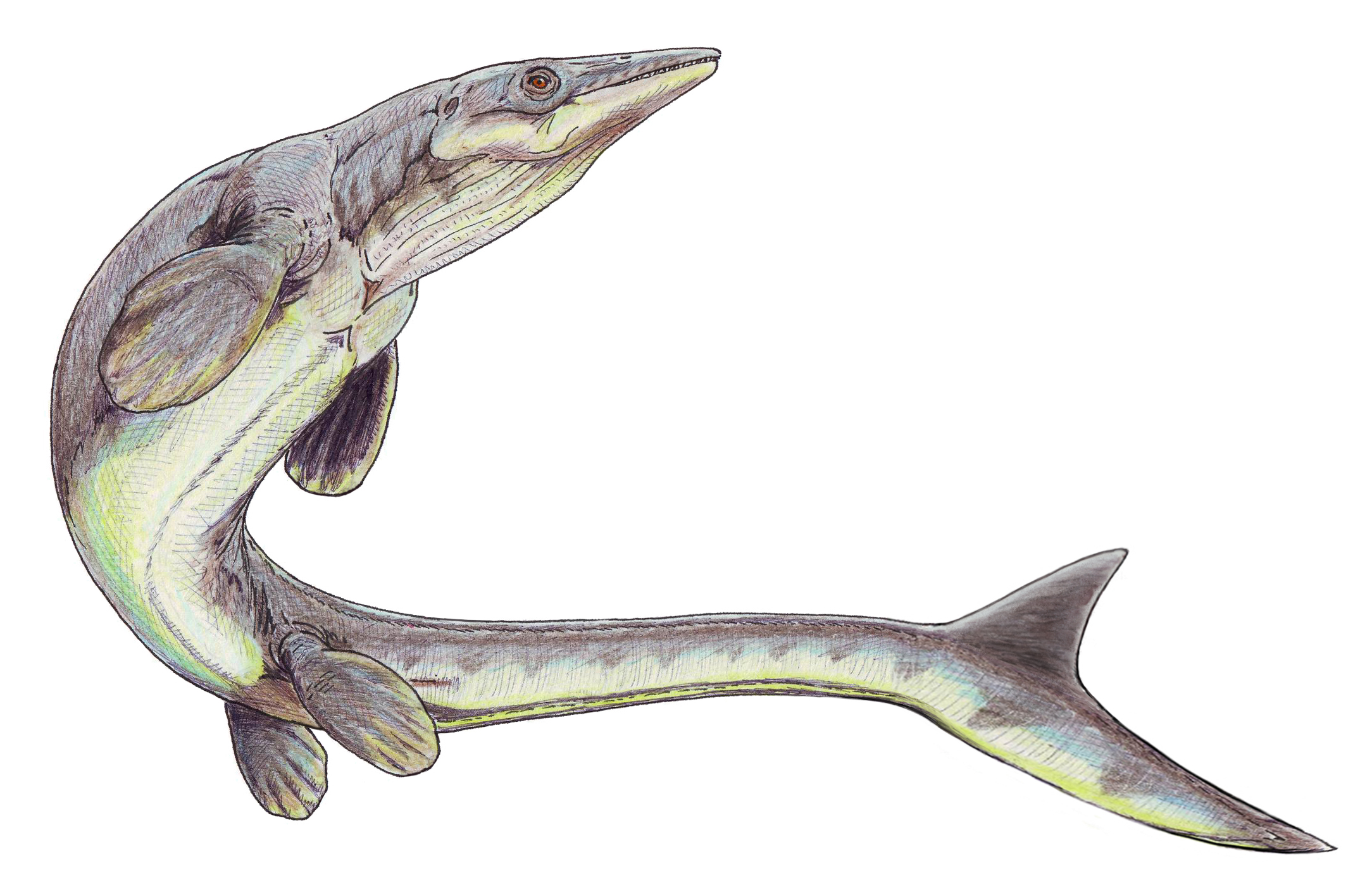
Platecarpus.

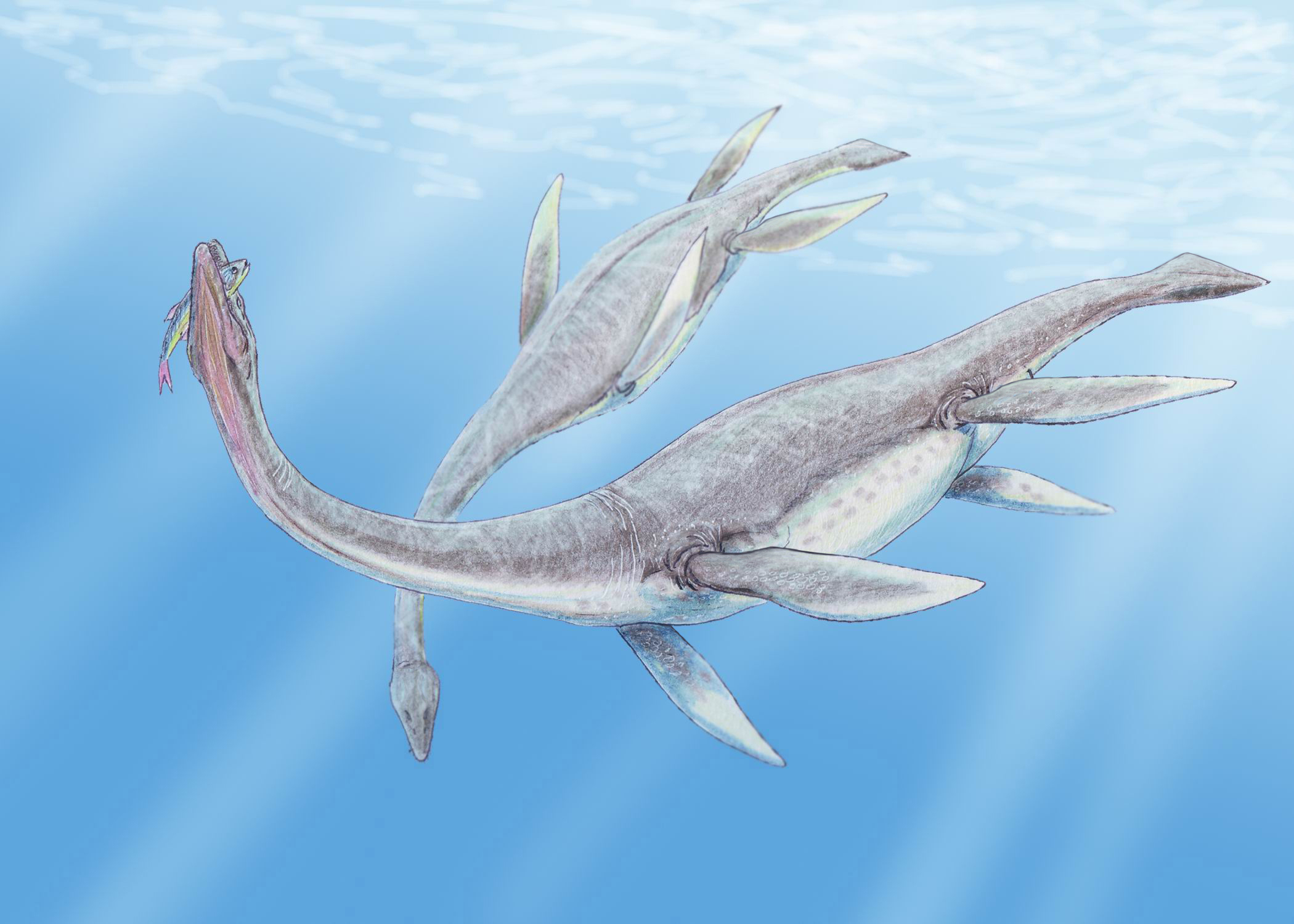
Plesiosaurus dolichodeirus

Ainda que o termo réptil pré-histórico, por definição, remeta também aos dinossauros, que foram répteis que viveram na pré-história, costuma-se utilizá-lo para remeter às 3 outras ordens de répteis extintos que habitaram o planeta Terra no período pré-histórico: os ictiossauros, plesiossauros e os pterossauros, que ao contrário dos dinossauros podiam nadar e voar (execeto alguns dinossauros aviformes que talvez poderiam voar. O Protarchaeopteryx, antecessor do Archaeopteryx, a primeira ave, é por vezes tido como a primeira ave. Ambos não podiam voar, sendo que o Archaeopteryx podia apenas planar).
O termo engloba também todos os outros répteis pré-históricos.

#### Sauropsídeos
OBS: As aves também estão dentro da Classe Sauropsida, devido ao fato do grupo Avialae estar dentro da Super-Ordem Dinosauria.
O mesmo ocorre com os mamíferos na Classe Synapsida (ex-sub-classe de répteis que atualmente é uma classe à parte)

##### Crurotarsi
Tecodonte é grupo taxonômico obsoleto que engloba todos os Arcossauros que não são nem dinossauros, nem crocodilianos, nem pterossauros. São, por esse motivo, todos os Crurotarsi que não pertencem à ordem Crocodilia. São os antepassados diretos dos crocodilos, dinossauros e aves, devido ao fato das aves serem descendentes dos dinossauros. Por esse motivo também, os crocodilos são mais aparentados com as aves do que todos os outros répteis atuais.

### "Proto-birds"/Dinossauros Aviformes

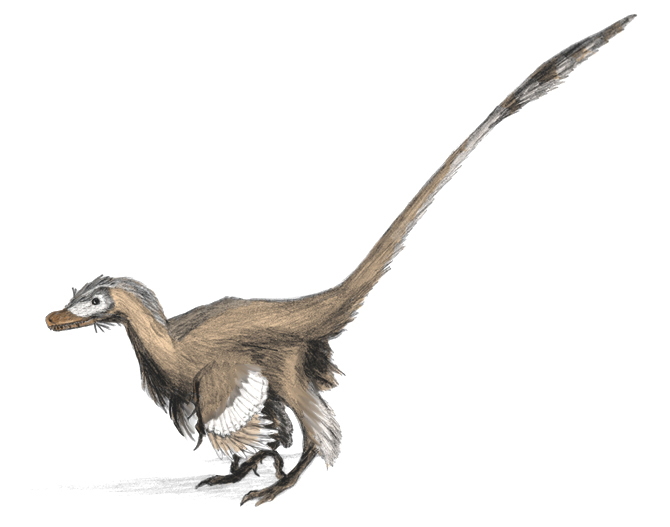
Velociraptor mongoliensis.

Grupo de dinossauros antecessores das aves e que engloba todas as aves.

### Aves

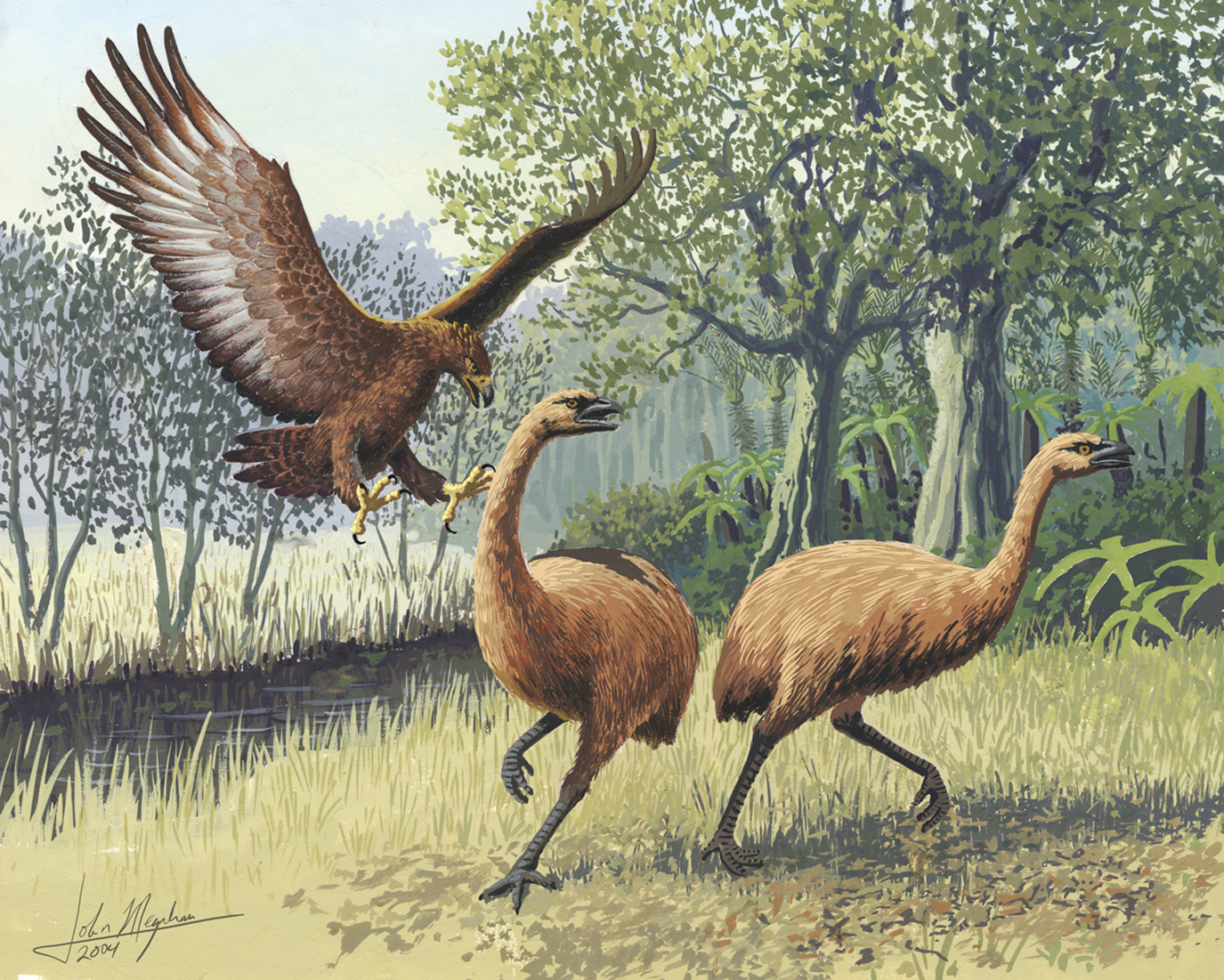
Representação artística de uma Águia-de-Haast atacando uma Moa

#### Aves do PeríodoHolocenoextintas pela atividade humana
- Família †Dinornithidae (também conhecidas como Moas) - Extintas no século XVI (talvez tenha sido extintas por motivos naturais sem a interferência humana, como doenças trazidas por aves migratórias ou por uma erupção vulcânica, não há muita certeza sobre o assunto)
- Águia-de-Haast (ave de rapina diurna nativa da ilha do sul da Nova Zelândia, extinta no século XV e descrita pelo geólogo alemão Julius von Haast em 1872 pelos fósseis encontrados na propriedade do colono George Moore.Foram extintas após a extinção das Moas, suas presas)
- Dodô - ave extinta pelos colonos europeus das Ilhas Maurícias.

### Sinapsídeos

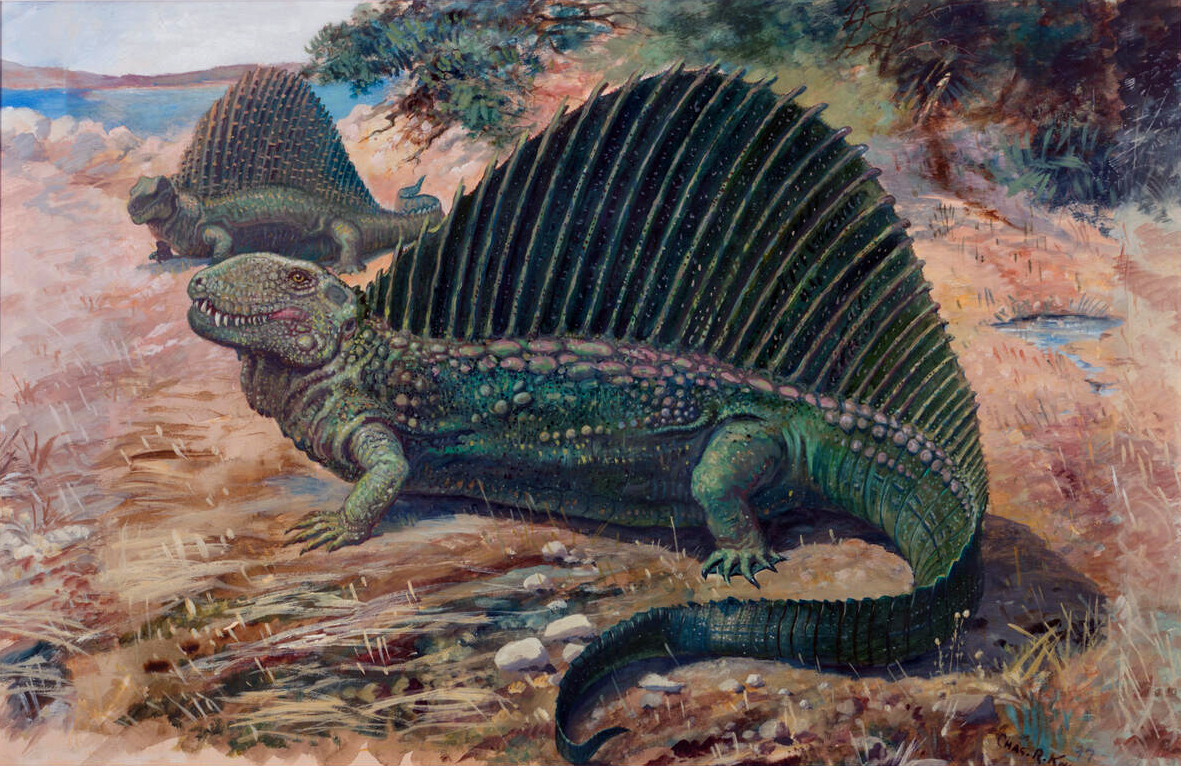
Pintura de um Dimetrodon por Charles R. Knight.

Synapsida era uma antiga sub-classe de répteis, mas atualmente faz parte de uma classe separada. São os antecessores dos mamíferos. É também o grupo em que se encontram todos os mamíferos.

#### Mammaliaformes
Precursores dos mamíferos. Grupo de therapsídeos em que se encontram todos os mamíferos.

### Mamíferos

#### Mamíferos extintos pela atividade humana noHoloceno

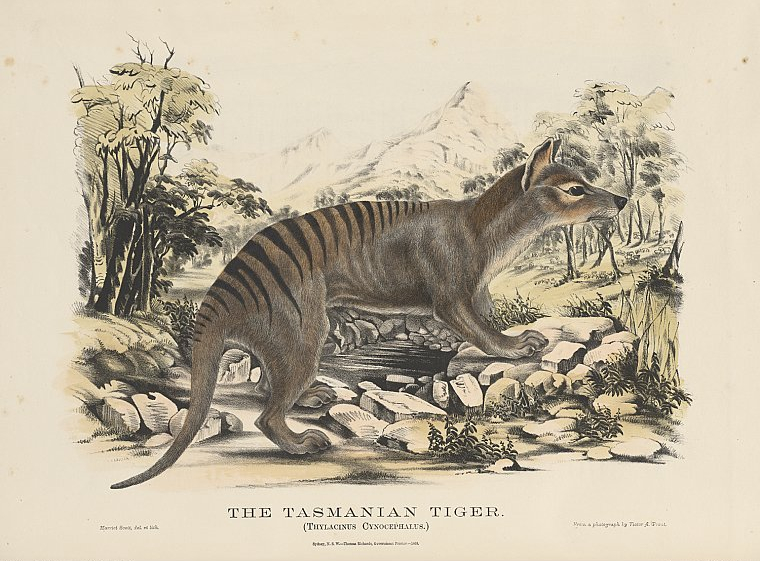
Ilustração de um Tilacino

- - Tilacino (também conhecido por Tigre-da-Tasmânia ou Lobo-da-Tasmânia, apesar de ter sido extinto no século XX, até hoje ainda não se tem certeza de sua verdadeira extinção, havendo ainda quem afirme que ainda exista.)
  - Tigre-de-java (subespécie de tigre tida como extinta nos anos 1970, apesar de pairarem as mesmas dúvidas do que o Tilacino.)
  - Quagga (espécie de equino extinto relacionado com a zebra-da-planície, o último exemplar morreu no Zoológico de Amsterdã em 1833. Atualmente, porém, o projeto The Quagga Project fez com que os cientistas conseguissem recuperar a espécie geneticamente, que voltou à existir atualmente[carece de fontes?].)